# Protexarnis terracotta
Protexarnis terracotta là một loài bướm đêm trong họ Noctuidae.